# Daniel Deußer
Daniel Deußer (ur. 13 sierpnia 1981) – niemiecki jeździec sportowy. Brązowy medalista olimpijski z Rio de Janeiro.
Startuje w skokach przez przeszkody. Zawody w 2016 były jego pierwszymi igrzyskami olimpijskimi. W Brazylii brązowy medal w drużynie, tworzyli ją ponadto Christian Ahlmann, Meredith Michaels-Beerbaum i Ludger Beerbaum. Startował na koniu First Class. W 2013 i 2015 był drugi w drużynie na mistrzostwach Europy. Ma w dorobku dwa tytuły indywidualnego mistrza Niemiec (2013, 2014).